# Sveti Sebastijan (Bernini)
Sveti Sebastijan je kip, delo Giana Lorenza Berninija, ki ga  hrani muzej Thyssen-Bornemisza v Madridu.

## Opis
Kip, ki so ga naročili Barberiniji, je bil 29. decembra 1617 plačan s petdeset scudov in je bil verjetno namenjen zasebni kapeli San Sebastiano poleg kapele družine Barberini v baziliki Sant'Andrea della Valle v Rimu, na mestu, kjer je po hagiografiji bilo svetnikovo telo najdeno znotraj Cloaca Maxima.
Delo predstavlja eno od prelomnic v kiparjevem šolanju v samostojno usmeritev njegovega sloga glede na očetovega.
Oblika telesa se na precej dolgočasen način prepusti teži in agoniji in kaže določeno podobnost s podobami Kristusa v Pietà michelangelovega izvora, kot v Bandinijevi Pietà, ki bo v drugi polovici 16. stoletja in v naslednjem postala običajni vzor tudi za slikarstvo. Naročnik Vincenzo Giustiniani (italijanski bankir, zbiralec umetnin in intelektualec) je Berniniju naročil, naj dokonča nedokončan Michelangelov kip, in v letih njegovega šolanja mu je poleg sodobnega slikarstva in helenističnega kiparstva vir navdiha tudi Michelangelova umetnost.
Dramatičnost svetnikovega mučeništva je omehčana z mehkobo modelacije, ki spominja tudi na Correscovo sliko in na novejšo Rubensovo sliko, ki je pred nekaj leti nastala v Rimu, v umirjenem načinu, v katerem svetloba počiva na površini, tudi izboljšanje anatomije, daje temu delu izjemno kakovost svetlobe. Berninijeva skulptura prvič daje prednost pogledu z natančne strani, z desne, s katere lahko v celoti opazujemo padajočo pot mučenikovega telesa. Skozi celotno kariero bo Bernini tako v kiparskih kot arhitekturnih delih z veliko natančnostjo skrbel za optično kvaliteto svojih stvaritev, ki vedno izkazujejo privilegiran zorni kot.
Skulptura je na ogled v muzeju Thyssen-Bornemisza v Madridu kot dolgoročna izposoja iz zasebne zbirke. 